# Hamðismál
Die Hamðismál oder Hamðismál in forno (an. „das alte Hamðir-Lied“) sind das letzte Heldenlied der Lieder-Edda und zählen wie das Guðrúnarhvöt zum Svanhild- bzw. Ermanarich-Sagenkreis. Das Lied ist – neben Ragnarsdrápa, der Völsunga saga und Skáldskaparmál – einer von vier altnordischen Texten über die Rache von Hamdir und Sörli.

## Inhalt
Das Lied schließt sich inhaltlich an das Guðrúnarhvöt-Lied an. Der gotische König Jörmunrek ließ Swanhild, die Tochter Gudruns und Sigurds, von Pferden zertrampeln. Gudrun fordert nun im Lied ihre beiden Söhne Hamdir und Sörli auf, den Tod der Halbschwester zu rächen. Das Lied endet mit dem Tod der beiden Brüder.
Strophe 1–2 (Prolog)
Strophe 3–5 (Rede Gudrun): Sie erzählt ihren Söhnen von Swanhild und beklagt ihr Schicksal.
Strophe 6–8 (Rede Hamdirs): Hamdir wirft Gudrun vor, sie habe den Mord an ihren ersten Ehemann Sigurd durch Högni und Gunnar geduldet und nicht angemessen reagiert. Später habe sie versucht, ihren zweiten Gatten Atli zu bestrafen, indem sie Erp und Eitil tötete, was sie aber mehr schmerzte als ihn. Bei Erp und Eitil handelt es sich gemäß dem Älteren Atlilied um die beiden gemeinsamen Söhne.
Strophe 9–10 (Rede Sörlis): Sörli will Gudrun nicht widersprechen, prophezeit jedoch seinen und Hamdirs Tod, den sie ebenso beweinen wird.
Strophe 11–12 (Abreise und Treffen mit Erp): Auf dem Weg zu Jörmunrek treffen sie Erp, wobei es sich offensichtlich nicht um Gudruns Sohn handelt. Er ist Hamdirs und Sörlis sundrmæðri-Bruder, d. h. sie haben andere Mütter. Da er als uneheliches Kind (hornung Str. 14) bezeichnet wird, ging er wohl aus einer Beziehung von König Jonakr und einer Nebenfrau hervor. Aufgrund seiner verspielten und vorlauten Art muss man sich Erp als Kind vorstellen.
Strophe 13–16 (Streitgespräch und Tod Erps): Erp bietet den Brüdern Hilfe an, die diese ablehnen. Als er sie dann beleidigt (blauðum „den Blöden“), erhält er eine Ohrfeige und sie töten ihn mit dem Schwert.
Strophe 17–18 (Ankunft bei Jörmunrek): Vor Jörmunreks Burg sehen sie dessen Sohn am Baum hängen. Dieser soll gemäß anderen Edda-Liedern ein Verhältnis mit Swanhild gehabt haben, woraufhin er beide töten ließ. Durch die Lautstärke in der Halle bemerken die Goten erst durch das Hornblasen des Wächters die Ankunft der Brüder.
Strophe 19–21 (Reaktion Jörmunreks): Jörmunrek erhält die Nachricht. Er will das Streitgewand nicht anziehen und trinkt weiter seinen Wein. Da sie nur zu zweit sind, sieht er in ihnen keine Gefahr (vgl. Str. 21).
Strophe 22–23 (Die Warnung von Hróðrglöð): Die Beraterin Hróðrglöð warnt ihre Verwandten. Die Brüder töten zahlreiche Goten.
Strophe 24 (Reizrede Hamdirs): Hamdir reizt Jörmunrek, nachdem dessen Hände und Füße abgeschlagen in die Glut geworfen wurden.
Strophe 25 (Der Rat des Beraters): Der reginkunngi (=? Jörmunrek) fordert nun die Goten auf, Steine auf die beiden Brüder zu werfen anstelle von Pfeilen oder Schwerthieben.
Strophe 26–27 (Beginn des abschließenden Dialogs von Hamdir und Sörli): Die Brüder wurden offensichtlich tödlich verletzt und beginnen nun mit einem abschließenden Dialog, während sie auf den gotischen Gefallenen sitzen (vgl. Str. 30). Hamdir wirft Sörli schlechte Ratschläge vor (Str. 26), Sörli ihm fehlende Weisheit.
Strophe 28–30 (Die Reue der Brüder): Die Brüder bereuen den Mord an Erp. Hamdir meint, dass Disen ihn gereizt hätten (hvöttumk at dísir, Str. 28). Sörli ist sich des Todes bewusst.
Strophe 31 (Der Tod der Brüder): Sörli sinkt am Ende des Saales nieder, Hamdir hinter dem Haus.
Das Lied schließt mit den Worten: Þetta eru kölluð Hamðissmál in fornu („Dies wurde das alte Hamdismal genannt.“).

## Metrik
Die Strophen der Hamdismál sind teilweise im Fornyrðislag, teilweise im Málaháttr gedichtet. Strophe 29 verwendet das Versmaß Ljóðaháttr, das für die Heldendichtung eher untypisch ist. Eine Strophe hat zwischen zwei und fünf Langzeilen (vgl. Str. 4 und 2). In drei Langzeilen fehlt der Stabreim: Segja fóru ærir / Jörmunrekki (Str. 19), Þá hraut við / inn reginkunngi (Str. 25) und verr inn vígfrækni, / - hvöttumk at dísir, - (Str. 28). Möglich ist, dass hier hr mit r und hv mit v staben.

## Textgeschichte
Das Lied gehört zum Swanhild-Sagenkreis, der erstmals bei Jordanes im 6. Jahrhundert in Erscheinung tritt. In seiner Historiographie Getica töten die Brüder Ammius und Sarus den Gotenkönig Ermanarich (Jörmunrek), nachdem dieser ihre Schwester Sunilda von Pferden zerreißen ließ. Die Ermanarichsage lässt sich im 9. Jahrhundert im bairischen, westfränkischen und englischen Raum nachweisen. In Skandinavien tritt sie erstmals mit den Hamdismál und der Ragnardrápa in Erscheinung.
Das Lied bzw. dessen ältesten Teile werden meist auf das 8./9. Jh., vereinzelt auch auf das 10. Jh. datiert. Es wird daher zu den fünf „alten“ eddischen Heldenlieder gerechnet. Die relative Datierung erfolgt über die Werke, die die Hamdismál beeinflusst haben und die, die vom Lied beeinflusst wurden. Zu den ersteren zählen Ragnarsdrápa, Sonatorrek, Atlakvida, Guðrúnarhvöt und Sigurðarkviða in skamma, während die Völsunga saga, Helgakviða Hundingsbana fyrri und Skáldskaparmál zur zweiteren Gruppe zählen. Demnach lag die Entstehungszeit zwischen Sigurðarkviða in skamma und Helgakviða Hundingsbana fyrri. In den meisten Fällen geht man davon aus, dass das Gedicht seinen Ursprung in einer norddeutschen Ausformung hatte. Dafür sprechen die beiden deutschen Namensformen Erp und Jonakur, die im Altnordischen *Jarpr bzw. *Onar heißen müssten. Die Figuren waren wohl im Norden nicht bekannt, so dass die deutschen Namen beibehalten wurden. Daneben existiert auch die Sichtweise, dass das Lied unmittelbar gotischen Ursprungs sei und „der ursprüngliche Schöpfer ein Gote des fünften Jahrhundert“ sei. In der Fachliteratur entstanden so zahlreiche Hypothesen, die sich die Fragen stellen, woher das Lied stamme, welche Teile ursprünglich sind und wie die gotischen bzw. deutschen Vorstufen zu rekonstruieren sind. Als Grundlage der Unterscheidung zwischen älteren und jüngeren Strophen diente besonders in der älteren Forschung die Tatsache, dass Halbzeilen mit mindestens fünf Silben im Lied überwiegen. Dies führte zur Annahme, dass das Lied ursprünglich im Vermaß Málaháttr verfasst wurde oder „umgekehrt, die Fornyrðislag-Bestandteile älteren Ursprungs seien, während Bestandteile in Málaháttr auf späterer Bearbeitung, Interpolation oder Überlieferungsfehlern beruhen“.

## Inhaltliche Fragen und Parallelen zu anderen Texten
die Verwandtschaft der Brüder
Da in altnordischen Texten zumeist nicht zwischen leiblichen und Stiefverwandten unterschieden wird (man beachte den Gebrauch der Bezeichnung Schwestersohn in Str. 17 für den Stiefneffen), ging Simrock davon aus, dass vielleicht nur Erp „Gudruns leiblicher mit Jonakur erzeugter Sohn war, während seine Brüder, die sich selbst Str. 25 als sammœdrar, von derselben Mutter geborne, bezeichnen, etwa Jonakurs Kinder erster Ehe waren.“ Die Bezeichnung hornung soll dann darauf verweisen, dass die beiden Brüder die neue Ehe nicht anerkennen.
Diese Lesart ist allerdings nur schwer haltbar. Erp wird im Gedicht nie mit Gudruns Familie in Verbindung gebracht, während Hamdir und Sörli als Nachkommen Giukis (Str. 21) bezeichnet werden und Gudrun mit „Mutter“ ansprechen (vgl. Str. 9). Am deutlichsten spricht die vierte Strophe dagegen, in der Gudrun zu Hamdir und Sörli sagt, sie seien die letzten ihrer Sippe.
die Identität von Hróðrglöð
Unsicher ist die Identität der Frau namens Hróðrglöð, die nur in dieser Textstelle erscheint. Möglicherweise ist hróðrglǫð „ruhmfroh“ nicht der Name, sondern lediglich eine Umschreibung. Entscheidend ist hierbei auch die Identität der angesprochenen Person, die als mǫgr bezeichnet wird. mǫgr hat die Grundbedeutung „Verwandter“, kann aber im Altnordischen auch „Sohn“ oder einfach nur „Mann“ bedeuten. De Boor übersetzt das Wort mit „Sohn“ und deutet Hróðrglöð so als Mutter von Jörmunrek. Weniger wahrscheinlich gilt die Gleichsetzung der Frau mit Gudrun, wie sie etwa Finn Magnusen aufgrund von Parallelen der Sage bei Saxo Grammaticus annimmt. Da bei Saxo und in der Völsungasaga Odin Jörmunrek als Berater beisteht, deutet u. a. Grimm hinter inn reginkunngi (Str. 25) als auch hinter Hróðrglöð den Asengott. Hierfür muss er jedoch eine Korrektur von hróðrglǫð zu Hroptr glaðr „der frohe Hroptr“ vorschlagen.
Die Figur Erp
Die Figur Erp erscheint im Hamdir-Lied zweimal: einmal als Sohn von Atli und Gudrun, einmal als unehelicher Sohn von Jonakr. In der deutschen Heldenepik ist Erp (hochdeutsch Erpf) der Sohn von Etzel (Atli) und seiner ersten Ehefrau Helche (Herka), der in der Rabenschlacht als Jugendlicher fällt. Sein zweimaliges Auftreten im Hamdir-Lied deutet auf zwei unterschiedliche Überlieferungsstränge hin, die miteinander verbunden wurden. Zum einen wurde aus Erp ein Sohn von Atli und seiner zweiten Frau Gudrun (dt. Kriemhild) und entspricht damit am ehesten der Figur Ortlieb im Nibelungenlied. Dieser Überlieferungsstrang ist auch aus dem Älteren Atlilied bekannt. Im zweiten Überlieferungsstrang ist er wie im älteren Ragnarsdrápa der Bruder von Hamdir und Sörli. Hier zeigen sich Parallelen mit der Rabenschlacht, in der er als zu jung nicht am Kampf teilnehmen darf und nichtsdestoweniger aus jugendlichem Hochmut einen Kampf bestreitet und dabei stirbt.
„Siegesszene“
In der Schlussszene sitzen die Brüder auf den Leichen der Gefallenen und diskutieren, während sie – ohne dass dies explizit erwähnt wird – weiterhin beschossen werden. Dies führt zu einer absurden Situation, da dieses Bild „die Vorstellung siegreicher Helden am Ende der Schlacht“ impliziert. Da das Motiv des Sitzen des Siegers auf den Gefallenen häufig in der germanischen Heldenepik ist, ist hier ein Einfluss anderer Texte denkbar. Spekulativ ist hingegen hier die Annahme, eine alte Sagenschicht zu fassen, in der die Brüder überlebten.
Aufreizungsszene (Parallelen zu Ghv.)
Die Aufreizungsszene in den Strophen 2–10 zeigt starke Parallelen zur Szene der Strophen 1–8 im Gudrunarhvöt. Gudrunarhvöt wird von den meisten Forschern als das jüngere von beiden bewertet, u. a. aufgrund des Lebensrückblicks von Gudrun. Dennoch gilt die Szene im Gudrunarhvöt als „schlüssiger“, was damit zu erklären ist, dass das Gudrunarhvöt diese Szene aus einer älteren, beiden Liedern gemeinsamen Vorlage besser bewahrt habe oder der Dichter des Gudrunarhvöt habe die Szene bearbeitet. So fehlt u. a. in den Hamdismál die explizite Aufforderung Gudruns zur Rache und im Gudrunhvöt wirft Gudrun ihren Sohn ausdrücklich mangelnden Mut vor, was inhaltlich besser zu den Antworten der Brüder passt.
Parallelen zum Älteren Atlilied
Das ältere Atlilied und das Hamdirlied überliefern einzig die Namen der beiden Söhne von Gudrun und Atli (vgl. Akv. 37). Daneben existieren zahlreiche weitere parallele Formulierungen:
Brœðr grát þu þína / ok buri svása, / niðia náborna (Hm 10)
nema ein Guðrún, / er hon æva grét / brœðr sína berharða / ok buri svása (Akv. 38)
í eld heitan (Hm 24 und Akv. 42)
ǫlreifr (nur in Hm1 und Akv. 42 überliefert)
Parallelen zum Sigurðarkviða in skamma
Die Version von Sigurds Tod scheint eng an Sigurðarkviða in skamma anzuknüpfen. Dies zeigt sich an parallelen Formulierungen wie flióta í dreyra (Hm 7 und Sg. 24) im Bezug auf die Ermordung Sigurds. Ebenso ist das Wort bók „Betttuch“ nur in den Hamdismál 7, Sigurdarkvida 24 und im Gudrunarhvöt 4 belegt.

## Motive
Das Lied enthält mehrere Motive bzw. Motivkomplexe, die auch in anderen Texten erscheinen:
- eine Frau reizt zur Rache auf
- Tötung durch Pferde
- auf den Tod Sigurds reagiert die verantwortliche Person mit Lachen
- der dritte und jüngste Bruder wird von den anderen verachtet
- eine Antwort wird erst falsch verstanden, was erst spät erkannt wird
- Verstümmelung von Händen und Füßen
- den Helden können Eisenwaffen nichts anhaben
- ein Duo besteht aus einem „Draufgängerischen“ und einen „Besonnenen“
- Disen sind für ein Unheil verantwortlich
- Verwandtenmord rächt sich